# سیارک ۸۶۳
سیارک ۸۶۳ (به انگلیسی: 863 Benkoela، نامگذاری:1917BH) هشتصد و شصت و سومین سیارک کشف شده‌است که در ۹ فوریه ۱۹۱۷ و در هایدلبرگ کشف شد.
قدر مطلق سیارک برابر ۹٫۰۲ است.